# روكش (بايين خيابان ليتكوة)
روکش (بالفارسية: روکش) هي قرية تقع في إيران في قسم بایین خیابان لیتکوة الريفي. يقدر عدد سكانها بـ 370 نسمة بحسب إحصاء 2016.